# 亚历山大·汉密尔顿 (传记)
《亚历山大·汉密尔顿》是由历史学家和传记作家罗恩·切诺（Ron Chernow）于2004年创作有关美国政治家亚历山大·汉密尔顿（Alexander Hamilton）的传记。汉密尔顿是是美国的开国元勋之一，是美国宪法的重要推动者，也是美国金融体系的创始人和美国的第一任财政部长。
该书广受好评，后来又获得了首届为创作美国早期历史相关图书的奖项乔治·华盛顿图书奖，并入选了2005年美国国家书评人协会奖。2015年，该书由剧作家林-曼纽尔·米兰达改编为音乐剧《汉密尔顿》。该书的音乐剧版本继续赢得了无数赞誉，其中包括了包括11项托尼奖。

## 创作背景
在开始创作《亚历山大·汉密尔顿》这本传记之前，切诺曾创作过多本主题为商业和金融的书籍。1990年，他出版了《摩根财团》一书，该书讲述了金融家约翰·皮尔庞特·摩根的一生，并凭此书获得了美国国家非小说类作品奖。1998年，切诺撰写了有关约翰·洛克菲勒（John D. Rockefeller）的传记，并在《纽约时报》的畅销书排行榜上停留了了16周。1999年，切诺（Chernow）将他的创作重点从商业大亨的故事转移到了有关美国政治传记的新话题上。在随后的日子里，他收到大量关于希望他来创作镀金时代工业家如安德鲁·卡内基（Andrew Carnegie）和科尼利厄斯·范德比尔特（Cornelius Vanderbilt）等人物传记的要求，在谈到为何要转变自己的写作对象时，他阐明道“我想要以此作为扩大我写作领域并保持新鲜感的方式”。。也是由于这个原因，切诺称汉密尔顿为他的“过渡之作”。因为这本书将在涉足宪法和外交政策的同时包括读者所熟悉的财政领域内容。 
切诺（Chernow）于1998年开始撰写该传记，当时他在世界各地搜集浏览了超过两万两千页的有关汉密尔顿本人的文章和研究档案。由于汉密尔顿的著作数量之多，切诺将汉密尔顿形容为“人体打字机”，他说道“汉密尔顿一定将他短暂四十九年生命内能写的字全都写出来了”。在他的写作和研究过程中，切诺还花时间深入研究了汉密尔顿的历史。他拿到了著名的伯尔-汉密尔顿决斗中使用的决斗手枪，他参观了哈密尔顿母亲被囚禁的圣克罗伊岛上的牢房，也去了汉密尔顿父亲在遗弃了他的私生子后便销声匿迹的贝基亚岛，切诺甚至还对汉密尔顿的一缕头发进行基因测试，以确定他的人种。切诺在书中这样解读汉密尔顿，他说：“如果华盛顿是国家之父，麦迪逊是宪法之父，那么亚历山大·汉密尔顿肯定是美国政府之父。”

## 外界反应
2004年出版后，《亚历山大·汉密尔顿》（Alexander Hamilton）被提名为美国国家书评人协会奖（National Book Critics Circle Award）的获奖作品之一。2005年，本书因刻画了有关美国的早期历史而获得了奖金为50,000美元的首届乔治·华盛顿图书奖。该书发行后，在《纽约时报》的畅销书排行榜上停留了三个月的时间，并在音乐剧《漢密爾頓》的大火后的2015年重返榜单。
本书得到了《纽约时报》评论家大卫·布鲁克斯（David Brooks）和珍妮特·马斯林（Janet Maslin）的一致好评。布鲁克斯写道：“当其他作家…比切诺更加优秀地描述了汉密尔顿的政治生涯的时候，切诺却把汉密尔顿本人的魅力生动地描画了出来。”马斯林赞扬了切诺在撰写传记方面的功力并评价道“他不仅只是描写了汉密尔顿，而把从以前对汉密尔顿的平面评价变得立体化了”。
然而，本杰明·施瓦茨（Benjamin Schwarz）在为《大西洋》杂志撰文时却对这本书提出了批评和质疑，并指责切诺（Chernow）对革命性的美国政治并不熟悉。他对于切诺（Chernow）所撰写的摩根（Morgan）和洛克菲勒（Rockefeller）等早期传记作品大加赞扬，但在评论汉密尔顿时却表示：“他（切诺）显然对18世纪的美国历史不太熟悉，对于那时宗教，社会意识和思想史也缺乏掌握，他也不明白当时使共和国内部产生分裂的意识形态，政治，各个部门和整体社会的差异状况。”贾斯汀·马丁（Justin Martin）为《旧金山纪事报》撰稿时，也认为这本书既“枯燥又投机”，而且节奏缓慢。“尽管切诺是一位十分有才华的作者，但他写作的时候却遵循着一个很愚蠢的文学惯例，那就是把主要人物的传记写得必须非常非常非常长。”马丁评论道。

## 舞台改编
从2008年开始，切诺与林-曼纽尔·米兰达一起担任了米兰达新构思的百老汇作品《汉密尔顿》（Hamilton）的历史顾问。在度假期间，米兰达（Miranda）无意中翻阅了切诺（Chernow）的这本书，并在看完了前几章之后，意识到了其可以改编为音乐剧的潜力。通过共同朋友的介绍，切诺去观看了米兰达创作出演的作品《紐約高地》（In the height）的现场演出，并和米兰达（Miranda）在后台见了面。米兰达（Miranda）在那时告诉切诺（Chernow），他在阅读传记时仿佛看到了“嘻哈歌曲从书页上蹦出来”，并希望切诺能担任这部音乐剧的历史顾问。
在随后的六年里，切诺（Chernow）协助指导米兰达（Miranda）完成了音乐剧《汉密尔顿》的创作。该音乐剧于2015年1月20日在纽约公共剧院首演并获得创纪录的16项托尼奖提名，并最终赢得11项奖项，其中也包括最佳音乐剧奖。该剧也获得了2016年格莱美最佳音乐剧专辑奖与2016年的普利策戏剧奖。
在迎来音乐剧版本的巨大成功后，封面上印有音乐剧的徽标的平装版《亚历山大·汉密尔顿》（Alexander Hamilton）再次发行，销量从2014年的3,300册激增至2015年的106,000册，重返《纽约时报》畅销书榜。同时，根据《今日美國 》提供的数据，该书又回到了全美前50名畅销书的榜单。随着它的重新发行，也有越来越多的新的评论出现，特别是《衛報》和《泰晤士报》所给出的积极评价。随着音乐剧版本在欧洲巡演的开始，本书也首次开始在英国开始印刷出版。